# Maddalena
Maddalena (Ryska: Маддалена) är en opera i en akt (fyra scener) med text och musik av Sergej Prokofjev. Librettot skrevs av tonsättaren efter pjäsen med samma namn av Magda Gustavovna Lieven, i sin tur byggd på Oscar Wildes skådespel A Florentine Tragedy (1894) 

## Historia
Prokofjevs fyra första operor var ungdomsverk och framfördes aldrig offentligt. Den första mogna operan, Maddalena, komponerades medan han fortfarande studerade musik vid konservatoriet i Sankt Petersburg. Han orkestrerade endast den första scenen då sångarna ansåg musiken för avancerad att sjunga. Prokofjevs opera är påverkad av musikläraren Nikolaj Tjerepnin, Aleksandr Skrjabins kromatiska musik och Richard Strauss senromantiska tondikter. 
Operan hade premiär den 22 december 1978 i Manchester (konsert).

## Personer
- Maddalena (sopran)
- Duenna (sopran)
- Genaro (tenor)
- Romeo (tenor)
- Stenio (basbaryton)

## Handling
Maddalena beundrar soluppgången. Hennes make Genaro återvänder hem. Hans gamle vän Stenio berättar att han i tre månader haft en affär med en kvinna som han har lovat att aldrig försöka avslöja vem hon är. Stenio upptäcker att Maddalena har tjuvlyssnat på vad han sagt men vad värre är; hon är kvinnan som han älskar. Båda männen bestämmer att hon ska dö men hon övertygar Genaro att hon borde döda älskaren först. I striden såras båda männen dödligt. Maddalena betraktar liken och undrar vem hon egentligen älskade. Hon går till fönstret och skriker på hjälp: hennes make har dödats av en inbrottstjuv.